# Appuntamento col disonore
Appuntamento col disonore è un film del 1970 diretto da Adriano Bolzoni.

## Trama
1956: durante la guerra civile a Cipro, una nazione insulare divisa tra i greci e turchi, un ufficiale britannico in missione di mantenimento della pace sta cercando di impedire a un guerrigliero greco di aggravare ulteriormente la situazione violenta.